# Hans Gerber (Architekt)
 Hans Gerber  (* 13. Oktober 1903 in Köln; † Februar 1968) war ein deutscher Architekt und Baubeamter.

## Leben
Gerber studierte Architektur an der Technischen Hochschule Stuttgart, das Studium schloss er im Jahre 1931 ab. Während seines Studiums arbeitete er im Architekturbüro von Hans Volkart und Paul Trüdinger. Seit 1932 arbeitete er als Stadtplaner für die Stadt Stuttgart. 1934 absolvierte er seine zweite Staatsprüfung und arbeitete ab 1936 als Baurat und Bezirksleiter. In der Nachkriegszeit arbeitete er im Architekturbüro von Hans Volkart für die Wiederaufbaupläne von Heilbronn und Löwenstein. Ab dem 25. September 1947 bis zum 18. Oktober 1953 war er Leiter des Stadtplanungsamtes zu Heilbronn. Dann ging er wieder nach Stuttgart zurück und arbeitete als Vorsitzender des Planungsamtes im Planungsverband Mittlerer Neckarraum. Seit dem 1. Juli 1960 arbeitete er als Oberbaudirektor bei der Regionalen Planungsgemeinschaft Württemberg-Mitte.

## Ehrungen
- 1967: Verdienstkreuz 1. Klasse der Bundesrepublik Deutschland